# Simon Plössl
Simon Plössl (19 septembre 1794, Vienne - 29 janvier 1868, Vienne) est un fabricant autrichien d'instruments d'optique. 

## Biographie
D'abord formé à la société Voigtländer, il crée son propre atelier en 1823. Sa principale réalisation à l'époque était l'amélioration de l'objectif du microscope achromatique. Aujourd'hui, il est surtout connu pour avoir été le créateur d'un oculaire de télescope qui porte son nom, qui suit sa conception de 1860 et a été largement utilisé par les astronomes amateurs depuis les années 1980.